# Вулиця Педагогічна (Нікополь)
Вулиця Педагогічна — вулиця в місті Нікополь. Пролягає від вулиць Бориса Мозолевського і 50 років НЗФ до вулиці Гійома де Боплана.

## Перехрестя
- проспект Трубників
- вулиця Петра Калнишевського
- вулиця Михайла Грушевського
- вулиця Новосільська
- вулиця Херсонська
- вулиця Слов'янська
- вулиця Троїцького повстання
- вулиця Гетьмана Сагайдачного
- вулиця Кастуся Калиновського
- вулиця Одеська

## Історія
Вулиця заснувала у 1974 році під назвою Сумовського, на честь підприємця Дмитра Сумовського. Назву Станіславського ще хотіли перейменувати 21 грудня 1977 року, але назву відклали. Колишня назва з 1979 року, на честь всесвітньовідомого радянського театрального режисера Костянтина Станіславського.
28 лютого 2024 року Нікопольська міська рада перейменувала вулицю Станіславського на вулицю Педагогічну.